# Protaetia fieberi
Espèce
Protaetia fieberi est une espèce d'insectes coléoptères de la super-famille des scarabées, de la famille des Scarabaeidae, de la sous-famille des Cetoniinae. Elle est relativement courante en Europe.

## Synonymie
- Potosia fieberi (Kraatz, 1880)

## Description
C'est un insecte de 1,5 à 2 cm présentant une grande variation chromatique : souvent de couleur vert bronze plus ou moins vive, il est parfois teinté, de jaune cuivré avec des petites taches blanches plus ou moins marquées, voire absentes, alignées transversalement sur les élytres. Les élytres ne s'ouvrent pas en vol, mais un espace permet le déploiement latéral des ailes membraneuses, sous les élytres. La ponctuation du dernier sternite abdominal du mâle est effacée, ce qui permet de différencier les sexes.

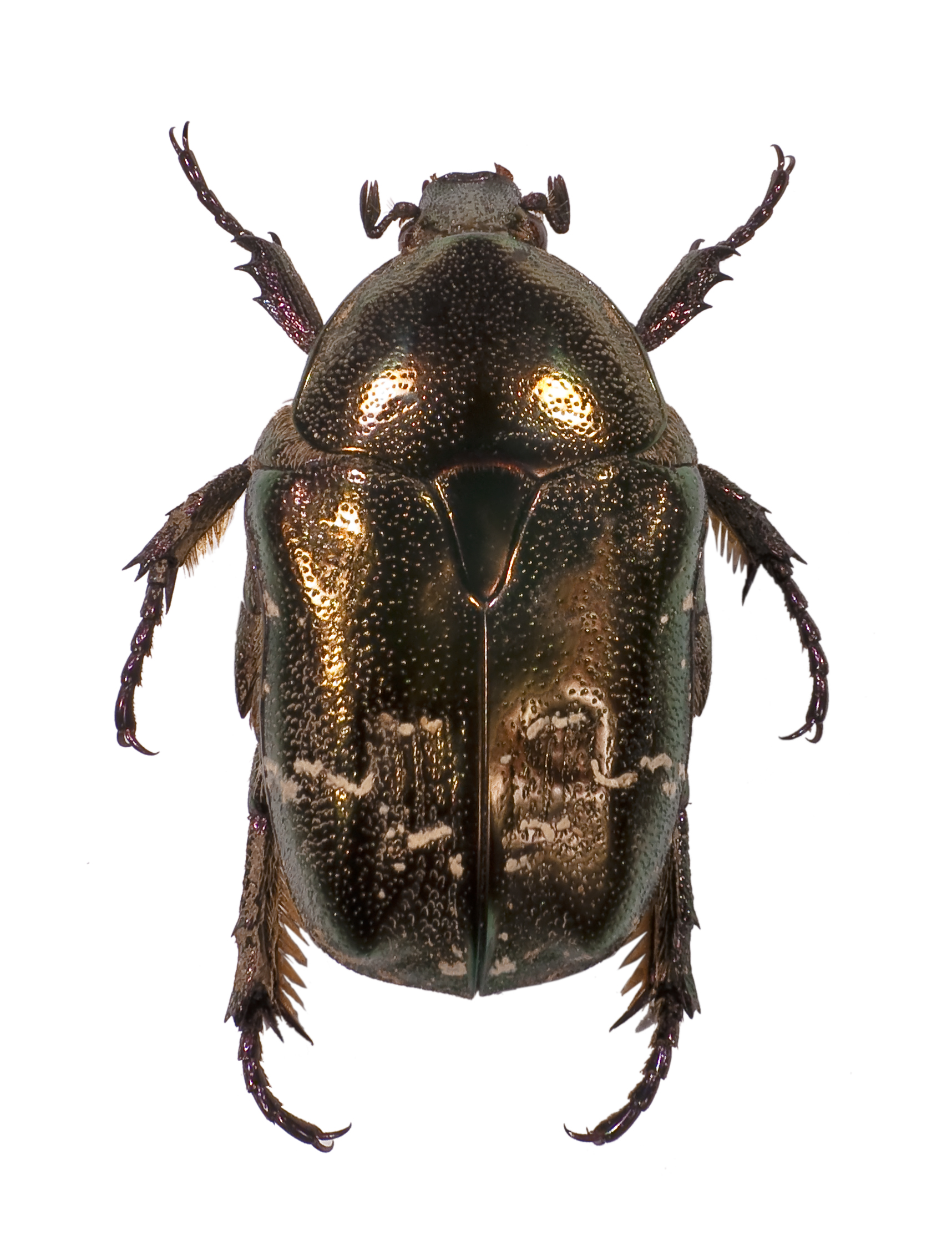
Face dorsale
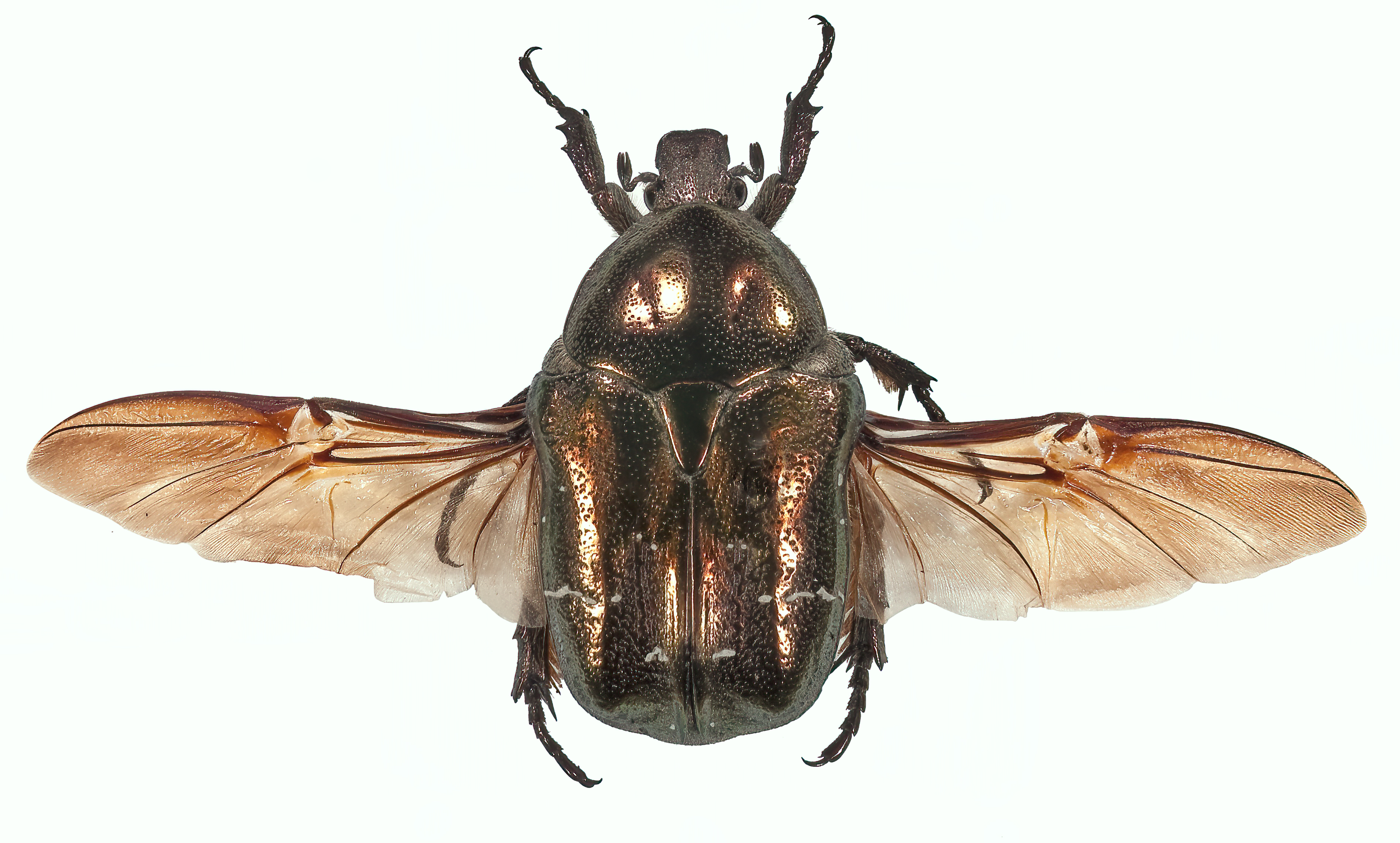
Posture de vol

## Sous-espèces
- Protaetia fieberi fieberi (Kraatz, 1880)
- Protaetia fieberi boldyrevi (Jacobson, 1909)
- Protaetia fieberi borysthenica (Medvedev, 1964)